# Jörg Kukies
Jörg Kukies (Maguncia, 21 de febrero de 1968) es un economista y político alemán.

## Biografía
Kukies comenzó sus estudios en Economía en la Universidad Johannes Gutenberg de Maguncia y se transfirió a la Universidad de París 1 Panthéon-Sorbonne, donde recibió su maestría en Artes. Luego completó estudios de posgrado en políticas públicas en la Escuela Harvard Kennedy de 1995 a 1997 con una maestría en Administración Pública. Pasó a obtener un doctorado en la Escuela de Negocios Booth de la Universidad de Chicago. Durante sus estudios, dirigió la rama de Renania-Palatinado de los Jóvenes Socialistas (Jusos); en este puesto, fue sucedido por Andrea Nahles. Ha sido miembro del Partido Socialdemócrata de Alemania desde los 18 años.
Kukies pasó 17 años trabajando en el banco de inversión Goldman Sachs, donde ascendió a codirector de Alemania y Austria y jefe de la división de valores en la región.
De 2018 a 2021 fue Secretario de Estado en el Ministerio Federal de Finanzas, desde 2021 en la Cancillería. Desde el 7 de noviembre de 2024 ha sido Ministro de Finanzas de la República Federal de Alemania. Fue nombrado Ministro de Finanzas durante la crisis del gobierno alemán de 2024, tras el despido de Christian Lindner.